# تشارلز إف. هوكيت
كان تشارلز فرانسيس هوكيت (17 يناير 1916- 3 نوفمبر 2000) لغويًا أمريكيًا طور العديد من الأفكار المؤثرة في علم اللسانيات البنيوي الأمريكي. يمثل مرحلة ما بعد بلومفيلد من البنيوية التي غالبًا ما يُشار إليها باسم «التوزيعية» أو «البنيوية التصنيفية». امتدت حياته الأكاديمية لأكثر من نصف قرن في جامعتي كورنيل ورايس. كان هوكيت أيضًا مؤمنًا راسخًا باللسانيات باعتبارها فرعًا من الأنثروبولوجيا، وقدم مساهمات مهمة في مجال الأنثروبولوجيا أيضًا.

## حياته المهنية والأكاديمية

### تعليمه
في عمر السادسة عشرة، التحق هوكيت بجامعة أوهايو بكولومبوس، حيث تلقى درجتي بكالوريوس الآداب وماجستير الآداب في التاريخ القديم. عندما كان في جامعة أوهايو، اكتسب اهتمامًا بأعمال ليونارد بلومفيلد، وهو شخصية بارزة في مجال اللسانيات البنيوية. تابع هوكيت تعليمه في جامعة ييل حيث درس الأنثروبولوجيا واللسانيات وتلقى درجة الدكتوراة في الأنثروبولوجيا في 1939. عندما كان يدرس في ييل، درس مع عدة لغويين مؤثرين آخرين مثل إدوارد سابير وجورج بّي. موردوك وبنيامين وورف. كانت أطروحة هوكيت قائمة على عمله الميداني بلغة بوتاواتومي، ونُشرت دراسته في علم نحو بوتاواتومي في صحيفة لانغويج عام 1939. في 1948، نُشرت أطروحته بهيئة سلسلة في الصحيفة الدولية للغويين الأمريكيين. بعد العمل الميداني في كيكابو وميتشواكان والمكسيك، أجرى هوكيت دراسة دامت سنتين بصفة بحث ما بعد الدكتوراة مع ليونارد بلومفيلد في شيكاغو وميشيغان.

### عمله
بدأ هوكيت عمله في التدريس عام 1946 بصفة مدرس مساعد للسانيات في قسم اللغات الحديثة بجامعة كورنيل حيث كان مسؤولًا عن إدارة برنامج اللغة الصينية. في 1957، صار هوكيت عضوًا في قسم الأنثروبولوجيا بكورنيل واستمر بتدريس الأنثروبولوجيا واللسانيات حتى تقاعد إلى عضو فخري عام 1982. في 1986، تولى منصبًا إضافيًا في جامعة رايس بهيوستن في تكساس، حيث ظل نشطًا حتى وفاته عام 2000.

### إنجازاته
تمتع تشارلز هوكيت بعضوية في العديد من المؤسسات الأكاديمية كالأكاديمية الوطنية للعلوم والأكاديمية الأمريكية للفنون والعلوم وجمعية الزملاء في جامعة هارفرد. شغل منصب رئيس كل من الجمعية اللغوية الأمريكية واتحاد اللغويين بكندا والولايات المتحدة.
بالإضافة إلى تقديم العديد من المساهمات في مجال اللسانيات البنيوية، بحث هوكيت في أشياء مثل النظرية الوورفية والنكات وطبيعة أنظمة الكتابة وزلات اللسان ولغات تواصل الحيوانات وعلاقتها بالحديث.
خارج عالم اللسانيات والأنثروبولوجيا، مارس هوكيت الأداء والتأليف الموسيقي. ألف هوكيت أوبرا كاملة بعنوان حب دونا روزيتا والتي كانت مبنية على مسرحية لفيديريكو غارثيا لوركا وقُدمت أول مرة في كلية إيثاكا بواسطة أوبرا إيثاكا.
كان هوكيت وزوجته شيرلي قائدين حيويين في تطوير أوركسترا حجرة كايوغا في إيثاكا بنيويورك. تقديرًا لعمل الزوجين هوكيت المجد وإخلاصهما لمجتمع إيثاكا، أسست كلية إيثاكا منحة تشارلز إف. هوكيت للموسيقى، وسلسلة حفلات موسيقى حجرة شيرلي وتشاس هوكيت، وقاعة حفلات عائلة هوكيت.

## آراؤه في اللسانيات
في ورقته البحثية «ملاحظة حول البنية»، يقترح أنه يمكن النظر إلى اللسانيات على أنها «لعبة وعلم». يتمتع اللغوي بصفته لاعبًا في لعبة اللغات بحرية إجراء التجارب على جميع ألفاظ لغة ما، لكن يجب أن يضمن أنه «يجب أخذ جميع ألفاظ المجموعة بعين الاعتبار». لاحقًا في حياته المهنية، عُرف بنقده اللاذع للسانيات التشومسكية.

## مساهماته الأساسية

### نقده لنعوم تشومسكي والبرنامج التوليدي
كان هوكيت في البداية منفتحًا للبرنامج التوليدي، وأشاد بالبنى النحوية لتشومسكي باعتبارها «إحدى أربعة إنجازات كبرى فقط في تاريخ اللغويات الحديثة» (1965). بعد أن درس هوكيت بعناية الابتكارات التي اقترحتها المدرسة التوليدية في اللغويات، قرر أن هذا النهج ليس له قيمة تذكر. أوجز كتابه حالة الفن نقده للنهج التوليدي. في إعادة صياغته، فإن أحد المبادئ الأساسية لنموذج تشومسكي يقول بأن ثمة عدد لا حصر له من الجمل النحوية في أي لغة معينة.
قواعد اللغة نظام محدود يتميز بمجموعة لا حصر لها من الجمل (حسنة الصياغة). وبصورة أكثر تحديدًا، فإن قواعد اللغة نظام محدد جيدًا بحكم التعريف وليس أقوى من آلة تورينغ العالمية (وفي الواقع، أضعف بكثير بالتأكيد).
جوهر دحض هوكيت هو أن مجموعة الجمل النحوية في اللغة ليست لا نهائية، ولكنها بالأحرى مبهمة. ويقترح هوكيت أنه «لا يوجد نظام فيزيائي محدد جيدًا».
لاحقًا، في كتابه «حيث يزل اللسان، أزل أنا»، كتب ما يلي:
من الدارج حاليًا افتراض أنه، ضمن السلوك الكلامي الفعلي المتلعثم بعض الشيء لأي إنسان، ثمة «كفاءة» لغوية دقيقة ومعقدة ولكنها محددة: أداة لتوليد الجملة لا يمكن تخمين تصميمها إلا على نحو تقريبي من خلال أي تقنيات متاحة لنا حتى الآن. وتجعل وجهة النظر هذه اللسانيات صعبة ومتعمقة للغاية، لذا فإن أي شخص يكتشف بالفعل حقائق حول «الكفاءة» الأساسية يستحق مجدًا كبيرًا.
ضمن هذا الإطار المرجعي الشائع، فإن نظرية «الأداء» أي «جيل الحديث»، يجب أن تتخذ الشكل التالي بطريقة أو بأخرى. إذا كان مقدرًا لجملة ما أن تنطق بصوت عال، أو حتى أن يُفكَر فيها بصمت، فيجب أولًا أن يجري بناؤها من خلال «الكفاءة» الداخلية للمتكلم، والتي يكون عملها بحكم التعريف أن تصير الجملة «نحوية» قانونيًا من كل النواحي. لكن هذا ليس كافيًا، إذ يجب بعد ذلك تنفيذ الجملة كما بُنيت، إما علنًا حتى يسمعها الآخرون، أو سرًا حتى لا يفهمها إلا المتحدث نفسه. وفي هذه الخطوة الثانية قد تظهر الأخطاء الفادحة. إن ما يتولد عن «الكفاءة» الداخلية للمتكلم هو ما «ينوي المتحدث قوله»، وهو الشاغل الحقيقي الوحيد للسانيات: الأخطاء الفادحة في الكلام الذي يُنفذ بالفعل هي تعليمات من مكان آخر. فقط في حالة عدم وجود مثل هذه التدخلات يمكن تنفيذ الكلام بصفته مثالًا على «الحديث السلس».
أعتقد أن هذا الرأي هراء تام، ولا يدعمه أي دليل تجريبي من أي نوع، وبدلًا منه، أقترح ما يلي:
كل الحديث، السلس منه والمليء بالأخطاء، يمكن ويجب أن يجري حسابه أساسيًا من حيث الآليات الثلاث التي ذكرناها: التناظر والانسجام والتحرير. إن لغة الفرد، في لحظة معينة، هي مجموعة من العادات، أي من التناظرات، حيث تكون التناظرات المختلفة في صراع، وقد يظهر أحدها بصفة قيدًا على عمل الآخر.